# Théâtre municipal de Saint-Dizier
Le théâtre de Saint-Dizier est une salle de spectacle française du département de la Haute-Marne de la région Champagne-Ardenne, il est inscrit monument historique depuis 2007.

## Présentation
Il existe une ancienne halle aux blés (sur laquelle Louis-Ambroise Dubut est intervenu au début des années 1800) sur la place de l'hôtel de ville. En 1861, il est décidé de l'améliorer : les rénovations gardent la halle au rez-de-chaussée et ajoutent une salle de spectacle à l'étage.
En 1906, l'arrière est allongé pour ne garder que la salle de spectacle à l'italienne, œuvre de l'architecte Ferrand de Paris. Un décor date de cette époque ; il fut modifié dans les années 1920 puis après guerre.
En 2007, du fait de la rénovation et de la mise aux normes, la salle perd la moitié de sa capacité d'accueil et retrouve son décor années 1920.

## Images

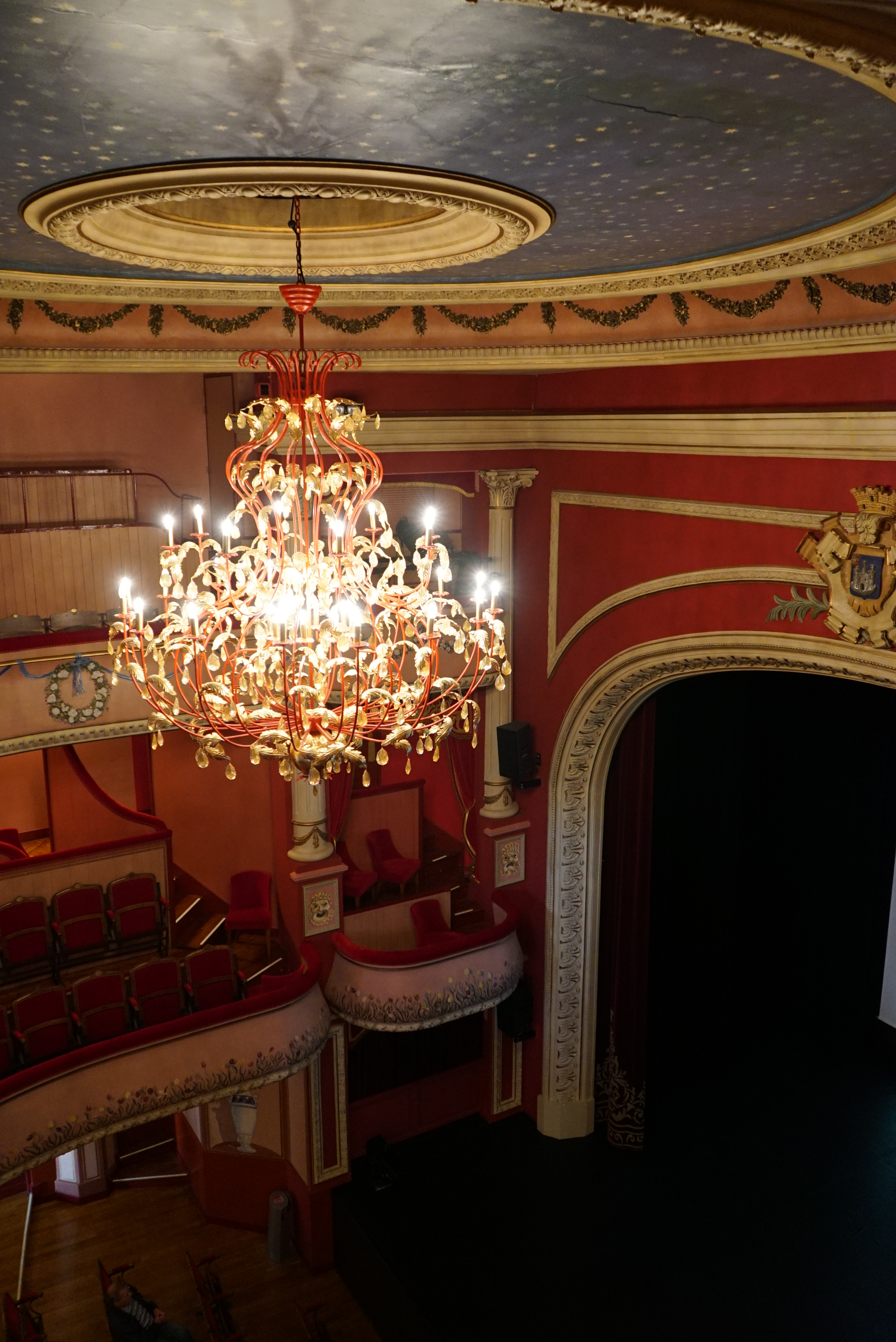
Le plafond,
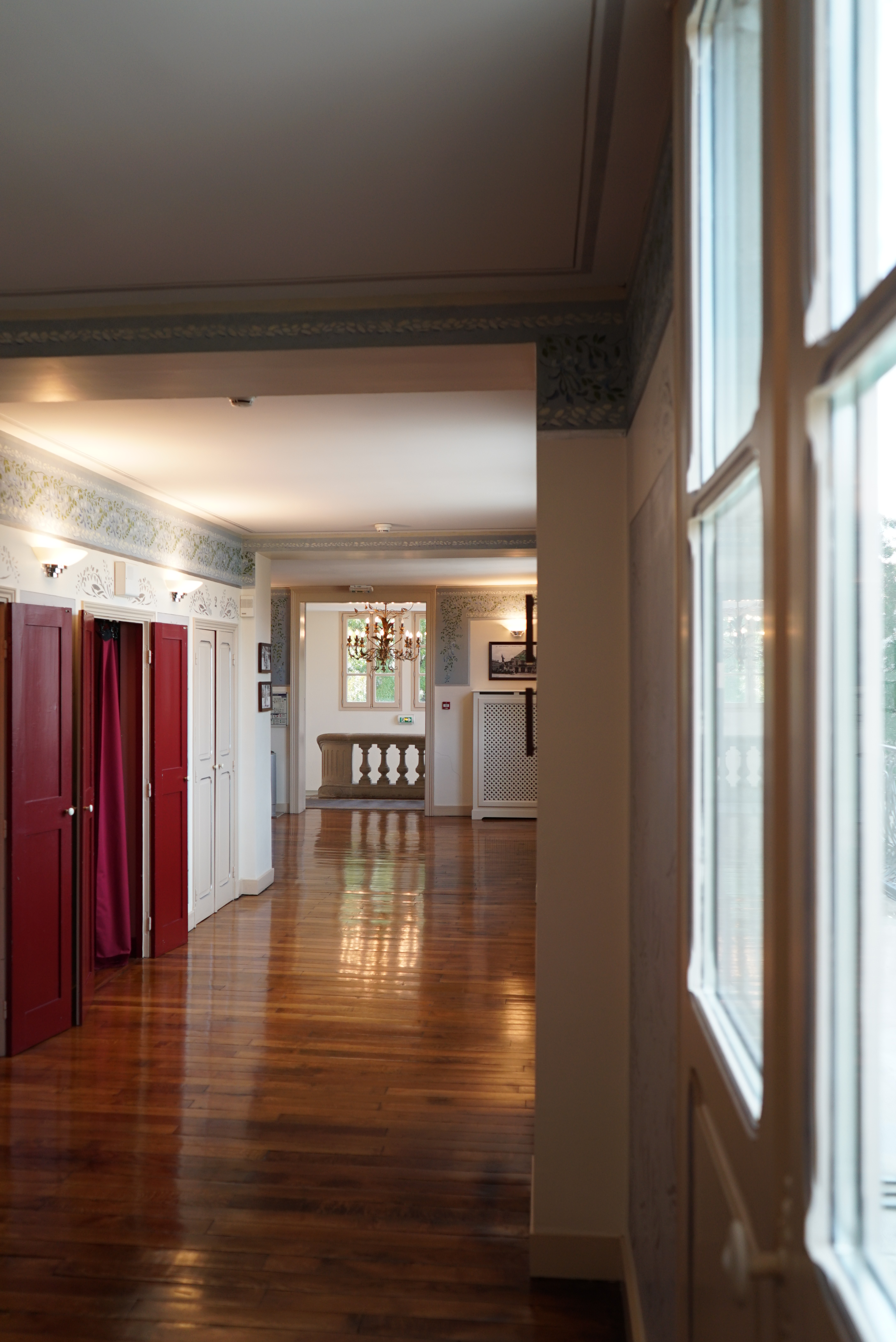
le foyer,
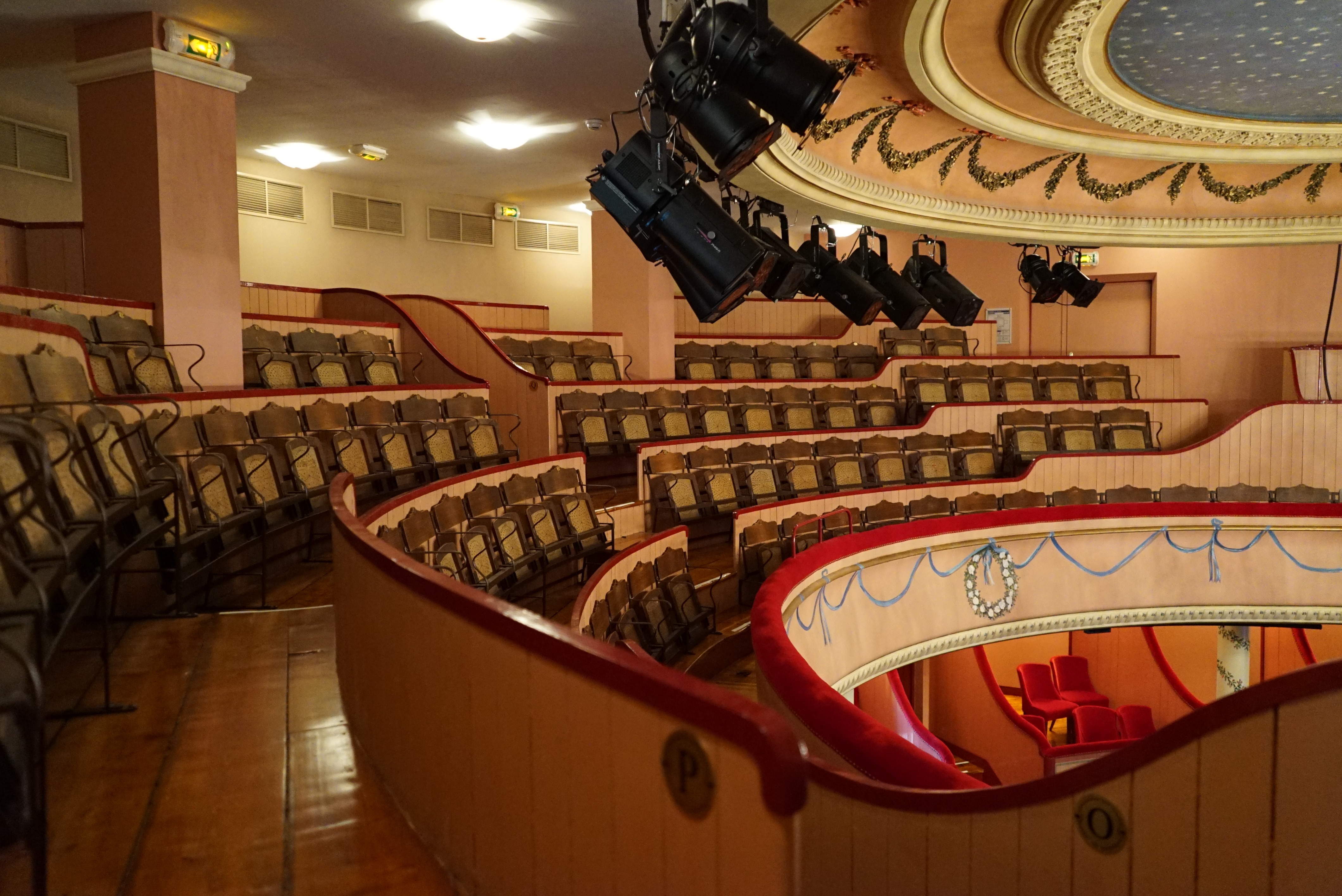
la salle,
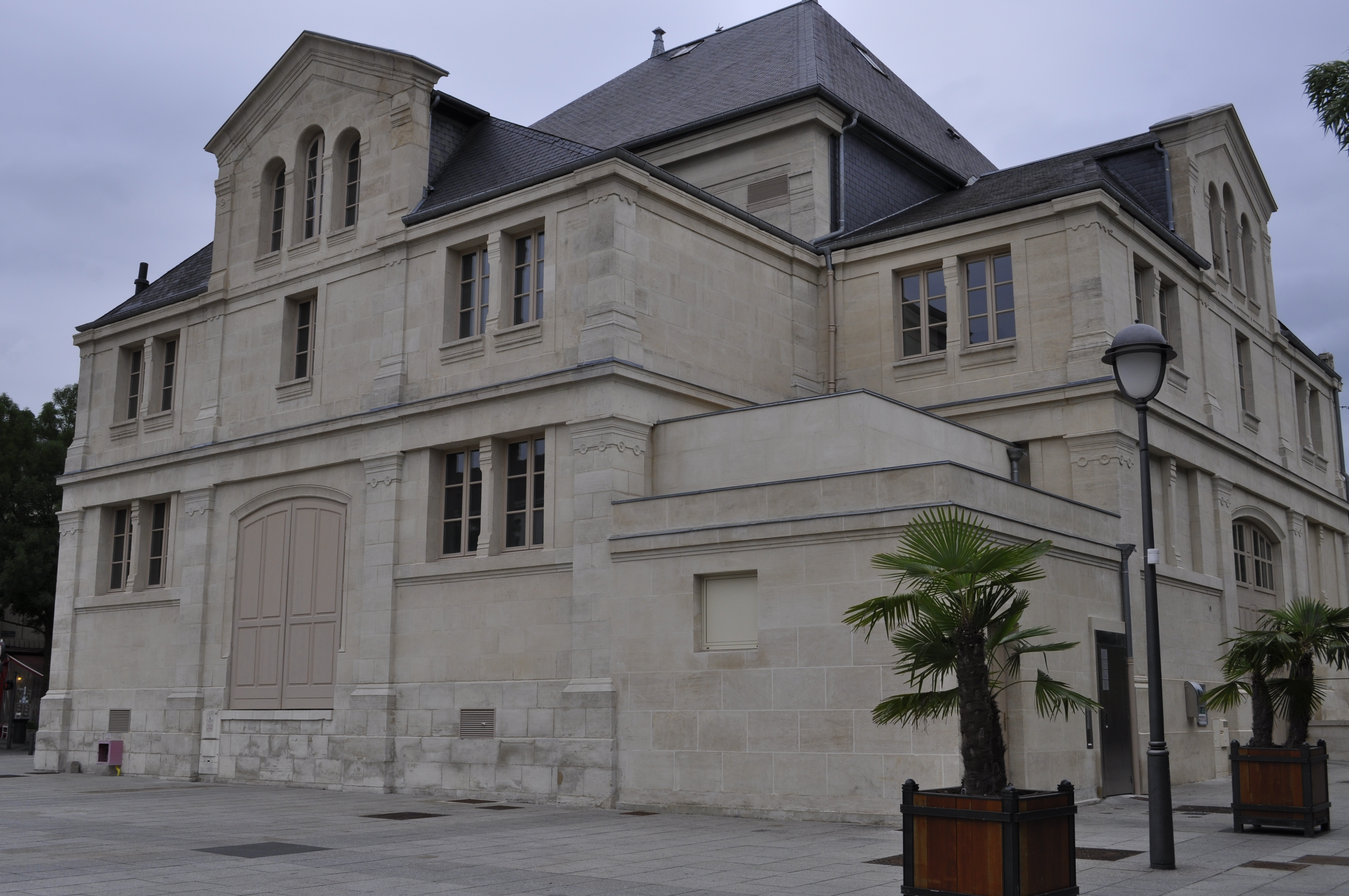
L'arrière.